# 四日市公害と環境未来館
四日市公害と環境未来館（よっかいちこうがいとかんきょうみらいかん、英語: Yokkaichi Pollution and Environmental Museum for Future Awareness）は、三重県四日市市にある博物館。
四日市市の工業化から四日市公害を経て環境都市へと向かうまでの展示を行い、四日市公害を次世代に伝えるとともに環境問題に対する四日市市の取り組みを内外に発信する役割を担う。

## 概説
四大公害病発生地で唯一、公害に関する資料館が設置されていなかった四日市市に2015年（平成27年）3月21日に開館した施設である。環境未来館・四日市市立博物館・プラネタリウムの複合施設である「そらんぽ四日市」の中にあり、一部の機能は隣接する三重北勢地域地場産業振興センター（じばさん三重）にも設置されている。博物館とは展示が一体化しており、博物館が四日市公害以前の歴史と人々の暮らしについて、環境未来館が四日市公害以後の展示を行っている。したがって四日市市立博物館と環境未来館をセットで観覧することで、四日市市の歴史と公害について一体的に学習することができる。子供から大人まで分かりやすい展示を心がけている。総事業費はそらんぽ四日市全体で646,773千円である。
単なる展示施設ではなく、市民が民間企業や語り部から講話を聞くなどの体験活動や、さまざまな主体による協働の場とすることを目標としている。

## 施設構成
環境未来館は展示エリア、学習エリア、活動エリアの3つから構成されている。展示エリアはそらんぽ四日市2階、学習エリアは同1階、活動エリアは隣接する「じばさん三重」の2階に設けられている。

### 展示エリア
展示エリアは「産業の発展と暮らしの変化」、「公害の発生」、「環境改善の取り組み」、「まちづくりの変遷」、「現在の四日市」、「環境先進都市四日市」の6つのコーナーで構成されている。公式サイトでは展示エリアを360度の画像で疑似体験できる「バーチャルツアー」を提供している。
エリアの入り口には、四日市市長の田中俊行の「誓いのことば」が掲げられ、続いて四日市コンビナート形成前の社会と暮らしから最初の展示「産業の発展と暮らしの変化」が始まる。次のコーナー「公害の発生」から本格的に四日市公害の展示が開始される。このコーナーは、写真・展示物・解説の3本柱で成り立ち、実際の患者が付けていた吸入器や再現された黄色の公害マスクなどの現物、公害裁判とその影響をまとめた「四日市公害裁判シアター」、四日市公害の当事者らのインタビューなどを聞くことのできる「情報検索コーナー」などがあり、解説員も控えている。教育学者の古里貴士は、情報検索コーナーのインタビューがこれまで書籍や論文で取り上げられてこなかったものであり、四日市公害を多角的に考えることができると評している。インタビューに応じた人は40人以上に及ぶ。
続く「環境改善の取り組み」では、市民・行政・市議会・企業などの主体別に活動が紹介されている。最後の「現在の四日市」と「環境先進都市四日市」は行政などの施策を広報するコーナーであり、古里貴士は「最も評価の分かれるコーナーであろう」としている。また企業の取り組みを紹介するコーナーではまだ未公開の企業が多く、未来に向けた道筋や将来像の展示には至っていないなどの課題もある。「環境先進都市四日市」のコーナーでは次の来館者に向けたメッセージを残すことができる。

### 学習エリア
学習エリアはそらんぽ四日市に入ってすぐのところにあり、四日市公害を含む環境問題に関する図書を扱う「図書コーナー」、1965年（昭和40年）頃の四日市市立塩浜小学校の1教室を再現した「研修・実習室」、セミナーなどに利用する「講座室」、図書コーナーに隣接した「学習・交流スペース」がある。小中学生など次世代を担う子供にとっての環境教育の場とすることが期待されている。図書コーナーの蔵書数は1万冊である。
研修・実習室は板張りの床、木枠の窓、黒板とその上の学級目標など小学校らしい部屋となっており、窓からはコンビナートが見えるという演出がなされている。ここで活動することを通して、自然と四日市公害について知り、考えることが期待されている。

### 活動エリア
活動エリアは本町プラザにあった「四日市市環境学習センター」の機能を移したもので、そらんぽ四日市に隣接した「じばさん三重」の2階に設けられている。専任の職員がおり、四日市市の「エコパートナー」に登録することで環境活動に携わる個人や団体が交流拠点として利用することができる。市では市民による環境活動の拠点となることを期待している。

## 歴史

### 環境学習センターから環境未来館設置へ
1996年（平成8年）、四日市市環境学習センターが開館した。同年には四日市市立博物館で「公害展」が開催されたが、四日市公害に関する記録や資料を残す運動を続けてきた澤井余志郎は、公害展だけでは事足りるものでなく、他の四大公害病発生地と同様に常設の公害資料館を設置するよう求めた。
本町プラザ4階に設置された四日市市環境学習センターは、環境問題に関する触れられる展示を行い、イベントも多く開催していた。環境学習センターでは創設当時から「公害資料コーナー」を設けていたが、わずか15m2しかなく、1996年（平成8年）の公害展の展示パネルと市民団体の機関誌を数十冊所蔵するのみであった。その後、2005年（平成17年）1月に「公害資料室」へと発展し、四日市市史編纂のために収集された資料などを受け入れ四日市公害の重要資料の集積地となった。また「四日市公害資料館」という市営のウェブサイトが開設されたが、情報量は不十分であった。
四日市市では2011年（平成23年）度から環境未来館の設置に向けた「あり方検討会」を設け、基本計画等の策定を進めた。同時に公害の関係者の証言を集め、散逸した関連資料の収集も行われた。当初市は公害の被害が大きかった塩浜地区に設置する計画であったが、地元自治会からの反対で頓挫し、四日市市立博物館内に整備することになった。また環境未来館の名称は2012年（平成24年）8月18日に決定したものだったが、公害病患者の遺族らからは「四日市公害資料館」とするよう求める声も強かった。
開館を前に、市は「四日市学」と称する環境科学を実践してきた三重大学と2014年（平成26年）10月に協定を締結し、持続可能な開発のための教育（ESD）や環境教育分野で協力することを決し、また市は環境未来館の解説員養成講座を開講し、解説員の育成を図った。

### 開館後
2015年（平成27年）3月19日、関係者向けに内覧会が開催された。そして同年3月21日に開館した。澤井余志郎の公害資料館設置の提起から19年の歳月を経ての開設であり、公害反対運動を続けてきた人々にとって待望の施設であった。開館式典では多くの資料や写真を環境未来館に提供した功績から、澤井に感謝状が贈られた。同時に四日市市立博物館とプラネタリウムもリニューアル工事を終え、再開館した。
開館初年度の入館者数の目標は55,000人とされたが、開館から半年で45,030人の来館者を集め、ベトナムや東南アジア諸国連合からの視察もあった。そして同年10月29日に5万人を達成した。
2015年（平成27年）10月、環境未来館と博物館、プラネタリウムの3施設の総称が「そらんぽ四日市」に決定したと四日市市が発表した。
2016年（平成28年）4月より、インターネット上で館内を疑似体験するバーチャルツアーの公開を開始した。同年4月23日、第42回先進国首脳会議（伊勢志摩サミット）の関連行事として開催された「ジュニア・サミット」において、高校生らが環境未来館を視察に訪れた。2021年（令和3年）4月7日には、東京オリンピックの聖火リレーの三重県および四日市市のスタート地点となった。出発式で三重県知事・鈴木英敬から聖火の点火を受け、最初の走者を務めたのは、かつて当地にあった三重県立四日市工業高等学校の卒業生である瀬古利彦であった。

## 利用案内
- 開館時間：9時30分 - 17時（入館は16時30分まで）
- 休館日：月曜日（祝日の場合は翌日）、年末年始、臨時休館日
- 入館料：無料（ただしプラネタリウムは有料、企画展は別料金）

### 交通
- 近鉄名古屋線・湯の山線近鉄四日市駅より西へ約400m、四日市市民公園の奥に立地する[35]。駅から徒歩約5分である[15]。
- 東名阪自動車道四日市ICから自動車で約20分[2]。専用の駐車場はないので、近隣のコインパーキングを利用することになる[15]。